# Alexandre Zilles
Alexandre Zilles, mais conhecido como Barata (Porto Alegre, 22 de setembro de 1951 — 16 de outubro de 1999) foi um futebolista de salão brasileiro, que atuava como goleiro.
Atuou em diversas equipes do futebol de salão brasileiro como Grêmio, Internacional, Sociedade Gondoleiros, Caixa e Wallig, entre outros.
Também atuou durante muito tempo pela seleção brasileira de futsal, conquistando dois sul-americanos, dois pan-americanos e o bicampeonato mundial. 
Barata faleceu vítima de um acidente automobilístico.

## Títulos
Seleção brasileira
- Campeonato sul-americano - 1983, 1986
- Campeonato pan-americano - 1980, 1984
- Campeonato Mundial - 1982, 1985